# П'ятниця 13-го

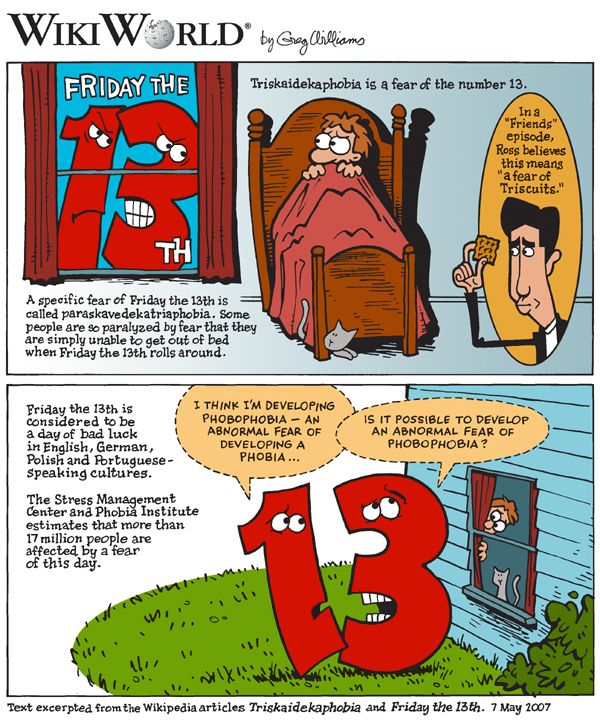
Популярні уявлення в англомовних країнах щодо п'ятниці 13-го.

П'ятниця 13-го — тринадцяте число місяця, яке припадає на п'ятницю, вважається у багатьох культурах нещасливим днем і є одним з найпоширеніших забобонів. Наукова назва фобії щодо цього забобону — параскаведекатріафобія (від грец. παρασκευή — «п'ятниця», δεκατρείς — «тринадцять» і φοβία — «фобія»). В деяких інших культурах комбінація числа і дня тижня для невдалих днів інша — у Греції, Румунії та іспаномовних країнах це не п'ятниця, а вівторок 13-го. В Італії навпаки, нещасний день у п'ятницю 17-го. Хоча «п'ятниця 13-го» в Україні не має культурного підґрунтя, поширення цього забобону через літературу та кіно інших країн також призводить до настороженого ставлення до нього і серед деяких українців.

## Походження забобону
Є декілька версій щодо походження забобону стосовно п'ятниці 13-го. Одним із найпоширеніших вважається п'ятниця 13 жовтня 1307 року, коли за наказом французького короля Філіпа IV були заарештовані та піддані тортурам тисячі лицарів-тамплієрів. Ця версія вважається популярною міською легендою і була поширена здебільшого завдяки міфологізації та відображені у літературі й популярних фільмах, таких як «Код да Вінчі». Наукових чи історичних підтверджень походження цього забобону саме від цієї дати не знайдено.
Згідно з популярним скандинавським міфом 12 богів зібралися на святкову вечерю у раю Вальгаллі, коли з'явився незапрошений 13 бог-бешкетун Локі. Локі намовив Геда, сліпого бога темряви, вбити стрілою з омели бога щастя та радості Бальдра. Коли бог щастя та радості помер, це стало днем коли вся земля засумувала. Таким чином у скандинавських культурах укріпилося передчуття невдачі з числом 13. Інша версія походження забобону вказує на зв'язок між п'ятницею 13-го з місячним календарем, відповідно до якого, у тринадцятий день починається повна фаза місяця. Стосовно повні, своєю чергою, існують інші забобони, які, зокрема, не рекомендують починати у такий час важливі справи, робити хірургічні операції, зачинати дітей. Так, за свідченням деяких статистичних даних, під час повня спостерігається сплеск злочинності, самогубств, хвороб, нещасних випадків та аварій і іноді має назву «Чорної п'ятниці».
Найімовірнішим походженням нещасного дня у п'ятницю 13-го є загальні поєднання забобонів у багатьох культурах щодо числа 13, або «чортової дюжини» та п'ятниці. П'ятниця вважається нещасливим днем, зокрема, тому, що цього дня був розп'ятий Ісус Христос. До того ж за свідченням деяких дослідників, розп'яття Христа відбулося 13 числа місяця нісана єврейського календаря. Таким чином, за цією версією п'ятниця 13-го стала знаменною датою, коли зі смертю сина божого у світі запанувало зло. До того ж саме у п'ятницю вночі за релігійними віруваннями, перед єврейським суботнім шабатом ніби активізувалися темні сили й починався сатанинський шабаш.

## Культурне значення

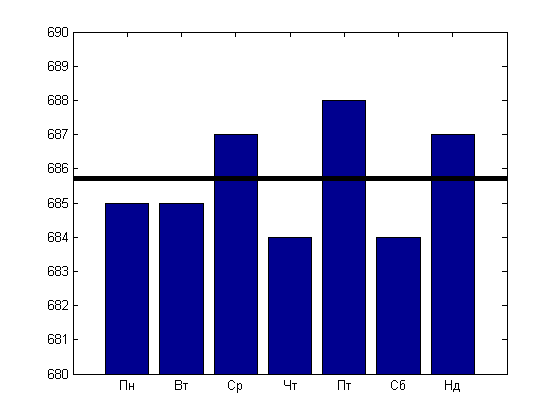
Впродовж 400 років 13 число трохи частіше припадає саме на п'ятницю.

П'ятниця 13-го, як і інші забобони, має коріння у культурі народів, серед яких вона поширена і як правило поєднує раціональні дані з фобіями та міфічними уявленнями. Зокрема, у США за даними статистики більш як 21 мільйон людей потерпають від саме цього виду фобії. У цей день люди відмовляються виходити на роботу, подорожувати літаками й навіть виходити на вулицю. Втрати від нездійсненних продажів товарів та послуг у цей день тільки у США сягають 800—900 мільйонів доларів. У Великій Британії кількість дорожно-транспортних пригод та аварій саме у п'ятницю 13-го зростає на 52 %. Раціональніше пояснення таких статистичних даних вказує на те, що причиною сплеску нещасних випадків частіше є якраз нервовість та негативна налаштованість людей напередодні «чорної п'ятниці». Така фобія часто спостерігається, зокрема, серед людей, які звичайно вважають себе нещасливими — таким чином, поєднання власної невпевненості та забобонів стосовно п'ятниці 13-го призводить до нервового напруження, стресу, а від цього і до значної кількості статистичних нещасних випадків.
Поширення параскаведекатріафобії пов'язують з масовою культурою та впливом телебачення, кіно та літератури, які популяризують цей забобон. Так часта згадка п'ятниці 13-го у сучасному суспільстві пов'язується з комерційним успіхом таких романів, як «Код да Вінчі» Дена Брауна та «Останній тамплієр» Раймонда Коурі.
Саме цього дня, на думку більшості оглядачів, Black Sabbath заснували жанр, котрий отримав назву важкий метал.